# Pięciobój wojskowy na Światowych Wojskowych Igrzyskach Sportowych 1999
Pięciobój wojskowy na 2. Światowych Wojskowych Igrzyskach Sportowych – zawody dla sportowców-żołnierzy zorganizowane przez Międzynarodową Radę Sportu Wojskowego, które odbyły się w chorwackim Zagrzebiu w sierpniu 1999 roku podczas światowych igrzysk wojskowych.
Zawody były równocześnie traktowane jako 47 Wojskowe Mistrzostwa Świata w pięcioboju wojskowym.

## Medaliści
| Konkurencja             | Złoto               | Srebro       | Brąz         |
| indywidualnie           | Yang Chunyi · Chiny | · brak flagi | · brak flagi |
| drużynowo               | Chiny ·             | brak flagi · | brak flagi · |
| Sztafeta z przeszkodami | Turcja ·            | brak flagi · | brak flagi · |